# Kapela hrvatskih svetaca i blaženika u Betlehemu

Kapela hrvatskih svetaca i blaženika u Betlehemu sakralni je objekt koji se nalazi u blizini Betlehema u Svetoj zemlji, točnije na Pastirskim poljima. 
Projekt je 2019. godine pokrenuo hrvatski franjevac fra Tomislav Glavnik, koji je kasnije postao ravnatelj Hrvatskog Caritasa. Službeni nositelji projekta od 2020. godine su: Franjevačka kustodija Svete Zemlje, samostan Duha Svetoga iz Zagreba i Ministarstvo vanjskih i europskih poslova Republike Hrvatske.
Kamen temeljac s geslom kardinala Alojzija Stepinca „In te Domine speravi” (hrv. „U Tebe se, Gospodine, uzdam”) preuzet je iz zagrebačke katedrale i blagoslovio ga je kardinal Josip Bozanić 10. veljače 2020. Gradnja je započela 22. svibnja 2022., a dovršena je 23. srpnja 2024., kada je služena prva misa. 
Hrvatska kapela najveća je od šest kapela koje se grade na tom području, a koje uključuju: talijansku, španjolsku, argentinsku, poljsku i kolumbijsku kapelu. Zauzima središnje mjesto u ovom kompleksu i prostire se na 350 četvornih metara s kapacitetom od 250 sjedećih mjesta na drvenim klupama.
U unutrašnjosti se nalaze drvene skulpture hrvatskih svetaca i blaženika visoke 2,8 metara, predvođene sv. Nikolom Tavelićem (prvi hrvatski svetac koji je preminuo u Jeruzalemu), zatim sv. Markom Križevčaninom i sv. Leopoldom Mandićem. U pozadini su prikazani hrvatski blaženici, a iz reljefa izbijaju trodimenzionalne skulpture. Cjelokupni reljef je visok 3,5 metara i dugačak 50 metara.
U kapelici se nalazi replika reljefa u srebru Majke Božje od Kamenitih vrata, vitraji, klupe i oltar izrađeni u Hrvatskoj i Bosni i Hercegovini.
Vlada Republike Hrvatske financirala je izgradnju, a zemljište je darovala Kustodija Svete Zemlje. Kapelica će biti službeno blagoslovljena 1. ožujka 2025. uz oko 300 hodočasnika, nekoliko desetaka hrvatskih svećenika i dva nadbiskupa.